# Scelio spinifera
Scelio spinifera är en stekelart som beskrevs av Durgadas Mukerjee 1979. Scelio spinifera ingår i släktet Scelio och familjen Scelionidae. Inga underarter finns listade i Catalogue of Life.